# Paraphytoseius scleroticus
Paraphytoseius scleroticus är en spindeldjursart som först beskrevs av Gupta och Ray 1981.  Paraphytoseius scleroticus ingår i släktet Paraphytoseius och familjen Phytoseiidae. Inga underarter finns listade i Catalogue of Life.